# Restrukturierung
Restrukturierung (oder Reorganisation; englisch restructuring, reorganization) ist in der Wirtschaft die grundlegende, über die Veränderung der Aufbau- und Ablauforganisation hinausgehende, auch betriebswirtschaftliche Umstrukturierung eines Wirtschaftssubjekts.

## Allgemeines
Der Begriff Restrukturierung entstammt der Reorganisationsforschung und umfasst alle tiefgreifenden Veränderungen, welche die kontinuierliche Entwicklung eines Systems unterbrechen sollen. Als Wirtschaftssubjekte kommen Unternehmen, sonstige Personenvereinigungen oder Staaten mit ihren Untergliederungen in Frage. Unterschieden werden kann zwischen strategischer, struktureller, leistungswirtschaftlicher und finanzieller Restrukturierung. Die Restrukturierung umfasst alle Formen eines tiefgreifenden Wandels im Unternehmen. Anlass für Restrukturierungen bei Unternehmen sind meist eine vorangegangene Unternehmenskrise oder gravierende Schwachstellen, bei Staaten und untergeordneten Gebietskörperschaften wird international ebenfalls von Restrukturierung (englisch debt restructuring) gesprochen, wenn bei hochverschuldeten Staaten eine Umschuldung (englisch debt exchange) oder ein Schuldenerlass (englisch debt relief) gemeint ist.
Umstrukturierung oder „Restrukturierung“ wird synonym auch als Euphemismus für die Entlassung oder sogar Massenentlassung von Arbeitnehmern eines Unternehmens oder einer Behörde benutzt.

## Maßnahmen
Die Bandbreite der Restrukturierung reicht von „einfachen Umorganisationen im Bereich des ‚orderly change‘ bis hin zu schwerwiegenden finanziellen Restrukturierungen im Sinne einer Sanierung der Kapitalverhältnisse“. Man unterscheidet finanzielle und organisatorische Maßnahmen, die einen Turnaround betroffener Wirtschaftssubjekte herbeiführen sollen. Finanzielle Maßnahmen sind insbesondere Austerität, Entlassungen, Haushaltssperre, Konsolidierung, Kostensenkung, Moratorium, Outsourcing, Sanierung, Schuldenerlass, Stundung, Umschuldung oder vorläufige Haushaltsführung. Organisatorisch kommen eine Geschäftsmodelländerung, Geschäftsprozessoptimierung, Lean Management als Ausdruck eines schlankeren Managementprozesses und Lean Production als Versuch einer Verschlankung der Produktionsprozesse in Betracht. Außerdem gehören hierzu die Änderung der Organisations- und Unternehmensstrukturen sowie die Änderung der Produktions- oder Wirtschaftsstruktur. Von einer Restrukturierung erfasst werden kann auch die Prozesskette der eingesetzten Datenverarbeitungsstruktur, die Fertigungstechnik, die Fertigungstiefe, Liefer- und Vertriebsketten sowie horizontale und vertikale Integration. 
Viele dieser Maßnahmen sind weitgehend betriebsinterner Natur, bei Betriebsaufspaltung/Betriebsübergang/Betriebsänderung wird eine externe Ebene erreicht. Das Outsourcing ist ein klassischer Fall der Betriebsaufspaltung, der Betriebsübergang ist eine Umstrukturierung auf Unternehmensebene, während die Betriebsänderung eine Umstrukturierung auf Betriebsebene darstellt.
Allen Maßnahmen gemeinsam ist die Kostensenkung. Bei dieser stehen meist die Personalkosten im Vordergrund, sodass ein Umstrukturierungskonzept meist die Entlassung von Beschäftigten zum Inhalt hat.
Diese Maßnahmen können durch externe Unternehmensberatungen (etwa Wirtschaftsprüfer, Steuerberater) geplant und ihre Durchführung überwacht werden.

## Nichtbanken
Im Idealfall nehmen Restrukturierungen erwartete künftige nachteilige Markt- oder Kostenentwicklungen im Unternehmen vorweg. Regelfall ist jedoch, dass Umstrukturierungen zu einem Zeitpunkt vorgenommen werden, an dem Verluste bereits eingetreten sind; es wird nicht antizipiert, sondern reagiert. Das Wesen von derartigen Sanierungsfällen ist häufig darin zu sehen, dass ein Unternehmen aus sich heraus nicht mehr sanierungsfähig ist und deshalb zur Stilllegung nur die Alternative der Umstrukturierung besteht.
Bei der Restrukturierung von Unternehmen des Nichtbanken-Sektors wird meist ein Steuerberater oder Wirtschaftsprüfer mandatiert, die zunächst eine Ist-Aufnahme aller Unternehmensdaten vornehmen; es folgt eine Risikoidentifikation mit der systematischen Erfassung und Sammlung aller auf das Unternehmen einwirkenden Risiken. Daraus lassen sich durch eine Schwachstellenanalyse Schwachstellen erkennen, die im Rahmen eines Restrukturierungsplans mit Hilfe obiger Maßnahmen umgesetzt werden.
Auf EU-Ebene ist die Umstrukturierung von Unternehmen thematisiert, weil damit meist soziale Folgen durch Entlassungen verbunden sind. So soll Art. 154 AEUV den Ausgleich der Sozialpartner durch Dialog fördern, was insbesondere bei den sozialen Effekten von betrieblichen Restrukturierungsmaßnahmen (Entlassungen) erforderlich werden kann. Auf der Grundlage dieser Bestimmung hat das European Monitoring Centre on Change insgesamt 8 Restrukturierungsgründe bei Unternehmen identifiziert.
Das Insolvenzrecht sieht in § 1 InsO vor, dass neben der Liquidation auch ein Insolvenzplan zum Erhalt des Unternehmens aufgestellt werden kann. Dieser ist im Rahmen des Insolvenzplanverfahrens dem Insolvenzgericht durch den Insolvenzverwalter und den Schuldner vorzulegen (§ 218 Abs. 1 InsO). Im darstellenden Teil des Insolvenzplans wird beschrieben, welche Maßnahmen nach der Eröffnung des Insolvenzverfahrens getroffen worden sind oder noch getroffen werden sollen, um die Grundlagen für die geplante Gestaltung der Rechte der Beteiligten zu schaffen (§ 220 Abs. 1 InsO), im gestaltenden Teil wird festgelegt, wie die Rechtsstellung der Beteiligten durch den Plan geändert werden soll (§ 221 InsO).
Im Insolvenzplanverfahren können nach § 225a Abs. 2 Satz 1 InsO Forderungen von Gläubigern in Anteilsrechte durch einen Debt Equity Swap umgewandelt werden, was jedoch nur mit deren Zustimmung möglich ist (§ 225a Abs. 2 Satz 2 InsO). In der Bilanz des Schuldnerunternehmens findet hierdurch ein Passivtausch von Fremdkapital in Eigenkapital statt, der bisherige Gläubiger wird Gesellschafter. Darüber hinaus ist nach § 225a Abs. 3 InsO jede zulässige gesellschaftsrechtliche Maßnahme gestattet, insbesondere die Kapitalherabsetzung, Kapitalerhöhung (mit oder ohne Ausschluss der Bezugsrechte), Sacheinlagen, Übertragung von Anteilsrechten oder Abfindungen an ausscheidende Gesellschafter. Die gesetzliche Aufzählung ist nicht abschließend, so dass auch die Änderung der Rechtsform hierzu gehört. Derartige Maßnahmen können erst recht auch in der Restrukturierung eingesetzt werden.

## Kreditinstitute
Die Finanzkrisen und Bankenkrisen der Vergangenheit haben gezeigt, dass Kreditinstitute (und auch Versicherer) wegen ihrer zentralen Stellung in der Finanzwirtschaft auch in der gesamten Volkswirtschaft wirkende Schocks auslösen und sogar systemrelevant für die Volkswirtschaft sein können. Aus diesem Grunde bemühen sich einzelne Staaten und auch die Europäische Union, mit Hilfe von Rechtsnormen das Finanzwesen einer stärkeren Marktregulierung unter Einbeziehung zuständiger Aufsichtsbehörden zu unterwerfen. 
Die Bundesregierung begründete den Gesetzentwurf zum Restrukturierungsgesetz wie folgt: „Eine der wesentlichen Lehren aus der Finanzmarktkrise ist, dass geeignete Instrumente entwickelt werden müssen, um Banken, die in Schwierigkeiten geraten sind, in einem geordneten Verfahren entweder zu sanieren oder abzuwickeln“. „Gerät ein systemrelevantes Kreditinstitut in eine wirtschaftliche Schieflage, so muss verhindert werden, dass die Schwierigkeiten dieses einen Kreditinstituts sich zu einer nationalen oder gar globalen Krise ausweiten. Wird ein solches Kreditinstitut ungesteuert und ohne Begleitung durch die öffentliche Hand in eine insolvenzbedingte Liquidation entlassen, so kann dies – wie die Erfahrungen mit der Insolvenz von Lehman Brothers gezeigt haben – zu schwerwiegenden Störungen im Finanzsystem und in der Folge zu einer Einschränkung der Kreditversorgung führen. Durch staatliche Stabilisierungsmaßnahmen, die die Fortführung des Geschäftsbetriebs ermöglichen, werden diese Effekte … wirksam vermieden“.
Das im Januar 2011 in Kraft getretene Restrukturierungsgesetz betrifft ausschließlich die Kreditwirtschaft und zielt darauf ab, Kreditinstitute durch mehr Eigenverantwortung unabhängiger von staatlichen Rettungsmaßnahmen zu machen. Dazu regelt das Kreditinstitute-Reorganisationsgesetz (KredReorgG), dass Sanierungs- und Reorganisationsverfahren der Stabilisierung des Finanzmarktes durch Sanierung oder Reorganisation von Kreditinstituten dienen (§ 1 Abs. 1 KredReorgG). Der maßgebliche Unterschied zwischen Sanierungs- und Reorganisationsplan liegt darin, dass erst im Reorganisationsplan Eingriffe in Drittrechte (Eingriffe in Forderungen oder in Rechte der Anteilsinhaber) vorgesehen werden können.
Dazu muss das betroffene Kreditinstitut nach § 2 Abs. 1 KredReorgG das Sanierungsverfahren durch Anzeige der Sanierungsbedürftigkeit bei der BaFin einleiten. Sanierungsbedürftigkeit liegt vor, wenn die Voraussetzungen des § 45 Abs. 1 Satz 1 und 2 KWG erfüllt sind. Ist ein Sanierungsverfahren aussichtslos, kann nach § 7 Abs. 1 KredReorgG ein Reorganisationsverfahren durch Anzeige bei der BaFin unter Vorlage eines Reorganisationsplans eingeleitet werden. Der Reorganisationsplan ist in Struktur und Funktion an einen Insolvenzplan angelehnt und kann sämtliche auch im Insolvenzplanverfahren möglichen Regelungen enthalten. Dieser kann gemäß § 9 Abs. 1 KredReorgG vorsehen, dass Forderungen von Gläubigern mit deren Zustimmung in Anteile am Kreditinstitut umgewandelt werden. Der Debt Equity Swap ist das geeignete Instrument, um sich über eine Forderung, die in der Krise vielleicht nur schwer durchsetzbar ist, gesellschaftsrechtlichen Einfluss in dem Unternehmen zu verschaffen. In Fachkreisen wird die erleichterte Zulassung eines Debt-Equity-Swaps als wichtigstes Mittel für ein positiv ausgehendes Sanierungsverfahren eingestuft. Zur Verhinderung von Missbrauch wird überwiegend die Auffassung vertreten, dass eine solche Änderung der Kapitalstruktur der Bank nur im Rahmen eines Insolvenzplanverfahrens zulässig sein soll. Allerdings ist nach § 12 Abs. 2 KredReorgG ein Eingriff in eine Forderung, für die im Entschädigungsfall dem Gläubiger ein Entschädigungsanspruch gegen eine Sicherungseinrichtung im Sinne des § 23a KWG zusteht, hiervon ausgeschlossen. Dies gilt auch für Forderungen, die über eine freiwillige Einlagensicherung abgedeckt sind. Auch Kapitalherabsetzungen oder Kapitalerhöhungen, die Leistung von Sacheinlagen oder der Ausschluss von Bezugsrechten können im Reorganisationsplan vorgesehen werden. Die technische Umsetzung der Umwandlung einer Forderung in Eigenkapital erfolgt im Zuge einer Kapitalherabsetzung mit anschließender Kapitalerhöhung, wobei die Forderung als Sacheinlage eingebracht wird.
Das KredReorgG sieht mit Sanierungsverfahren und Reorganisationsverfahren ein zweistufiges Verfahren vor, das einen effektiven Rahmen für kollektive Verhandlungslösungen schaffen soll. Das Verfahren wird auf Initiative des Kreditinstituts selbst eingeleitet und dient der eigenverantwortlichen Krisenbewältigung. Auf erster Stufe steht ein Sanierungsverfahren, mit dem Schieflagen weit im Vorfeld einer Insolvenz durch frühes Eingreifen auf der Ebene der Geschäftsführung bewältigt werden können. Das auf zweiter Stufe stehende Reorganisationsverfahren orientiert sich an dem beschriebenen Insolvenzplanverfahren, enthält aber einige Besonderheiten: Es sieht Elemente zur Verfahrensbeschleunigung wie einen verschlankten Rechtsschutz vor und es ermöglicht nicht nur Eingriffe in Rechte der Gläubiger, sondern auch eine Einbeziehung der Anteilsinhaber, damit diese einen erfolgversprechenden Reorganisationsplan nicht vereiteln können.
Mit der Durchführung der Restrukturierungsmaßnahmen und dem Restrukturierungsfonds ist die Bundesanstalt für Finanzmarktstabilisierung (FMSA) beauftragt. Der Restrukturierungsfonds ist als Sondervermögen des Bundes zur Finanzierung künftiger Restrukturierungs- und Abwicklungsmaßnahmen bei Banken im Dezember 2010 errichtet worden. Die in diesem Fonds angesammelten Mittel stehen zur Finanzierung künftiger Restrukturierungs- und Abwicklungsmaßnahmen bei systemrelevanten Banken bereit. Die Durchführung von Restrukturierungsmaßnahmen und der Verwaltung des Restrukturierungsfonds wird auf die FMSA übertragen. Beitragspflichtig zu diesem Fonds sind alle deutschen Kreditinstitute.

## Staaten
Bei hochverschuldeten Staaten steht der Staatshaushalt im Zentrum der Restrukturierung. Permanente Haushaltsdefizite führen zur stetigen Erhöhung der Staatsverschuldung. Legt man die Maastrichter Konvergenzkriterien für EU-Mitgliedstaaten zugrunde, darf der öffentliche Schuldenstand im Verhältnis zum nominalen Bruttoinlandsprodukt (die sogenannte Schuldenquote) einen Wert von 60 % nicht überschreiten. Bei hochverschuldeten Staaten liegt diese volkswirtschaftliche Kennzahl teilweise deutlich über 100 %, was außerhalb der EU zu erhöhten wirtschaftlichen Risiken führt (Abwertungen, Hochzinsniveau, Hyperinflation, steigendes Länderrisiko für Gläubiger, Weichwährungsland). 
Als Lender of Last Resort fungieren außerhalb der EU die Weltbank, der IWF, der Londoner Club und der Pariser Club. Sie nutzen alle erforderlichen Maßnahmen zur Haushaltskonsolidierung und Verbesserung der Wirtschaftsstrukturen. Ihre Kreditvergabe ist meist mit harten Auflagen (Konditionalität) verbunden, die Eingriffe in die Souveränität zur Folge haben können. Bei hochverschuldeten EU-Mitgliedstaaten greift der eigens hierfür gegründete ESM ein, der hochverschuldeten Staaten wie Griechenland, Irland, Portugal, Spanien und Zypern mit Krediten zu tragbaren Zinsen versorgt. Die vom ESM emittierten Anleihen werden durch die EU-Mitgliedstaaten quotal garantiert. Dabei stellt eine Überbesicherung (englisch over-collateralization) sicher, dass der ESM von den Ratingagenturen mit der Bestnote (englisch top notch) AAA geratet wird. Die Hilfe ist freiwilliger Natur, denn die Nichtbeistands-Klausel des Art. 125 AEUV stellt klar, dass ein EU-Mitgliedstaat nicht für die Schulden anderer EU-Mitgliedstaaten mit haftet.

## Folgen
Durch Restrukturierung verändert sich die Identität eines Wirtschaftssubjekts – etwa Zielsetzung (Unternehmensziele, Staatsziele), Organisationsstruktur oder Performance – wesentlich, so dass hierdurch ein beabsichtigter Turnaround ausgelöst werden kann. Eine Restrukturierung kann jedoch auch scheitern, wenn die Wirtschaftsstrukturen nicht grundlegend optimiert werden wie der Fall Argentinien (Argentinien-Krisen) zeigt. Das Land geriet ab 1995 fünfmal in eine tiefgreifende Wirtschaftskrise.
Die Restrukturierung einer Verbindlichkeit kann nach den Bestimmungen der ISDA ein Kreditereignis darstellen, das eine Zahlungspflicht des Sicherungsgebers eines Credit Default Swaps auslöst. Voraussetzung ist, dass die Restrukturierung in den Definitionen des Kreditereignisses aufgezählt ist. Ist mithin im Rahmen einer Umstrukturierung eines Unternehmens oder Staats auch ein Schuldenerlass oder bloß eine Stundung vorgesehen, muss die Gefahr eines Kreditereignisses berücksichtigt werden. Seine Folgen reichen von der Kreditkündigung durch Banken über die Cross-Default-Klausel zur sofortigen Fälligstellung aller Verbindlichkeiten bis hin zur Zahlungspflicht von Sicherungsgebern bei Credit Default Swaps.
Bei Unternehmen oder Staaten als Schuldner kann eine Restrukturierungsmaßnahme Gegenstand der Collective Action Clause sein. Voraussetzung ist, dass die betroffenen Schulden in Anleihen verbrieft sind, deren Anleihebedingungen diese Klausel enthalten oder unter ein Gesetz fallen, das für diese Anleihen die Anwendung der Klausel vorsieht. Dann bindet die Mehrheitsentscheidung der Anleihegläubiger auch die ablehnende Minderheit.
Neben dem häufigen Nicht-Erreichen der eigentlichen Ziele entstehen durch Restrukturierungen oftmals hohe psychische Belastungen für die Beteiligten: Unsicherheit über die eigene Zukunft, drohender Stellenabbau, neue Aufgaben und Anforderungen, verbunden mit Arbeitsverdichtung, führen zu einer hohen Arbeits- und Stressbelastung der Beschäftigen einschließlich der Führungskräfte. Der Bericht der europäischen Expertengruppe zu „health in restructuring/HIRES“ zeigt explizit den Zusammenhang von „überlebter“ Restrukturierung und gesundheitlichen Folgen.

## Restrukturierung im EU-Recht
Die Richtlinie (EU) 2019/1023 vom 20. Juni 2019 über präventive Restrukturierungsrahmen, über Entschuldung und über Tätigkeitsverbote sowie über Maßnahmen zur Steigerung der Effizienz von Restrukturierungs-, Insolvenz- und Entschuldungsverfahren und zur Änderung der Richtlinie (EU) 2017/1132 (Richtlinie über Restrukturierung und Insolvenz) soll die Unterschiede harmonisieren, die in den EU-Mitgliedstaaten in der Bandbreite der Verfahren bestehen, die Schuldnern in finanziellen Schwierigkeiten zur Verfügung stehen, um ihr Unternehmen zu restrukturieren. Deshalb sieht nach Art. 1 Abs. 1 lit. a) diese Richtlinie präventive Restrukturierungsrahmen vor, die Schuldnern in finanziellen Schwierigkeiten bei einer wahrscheinlichen Insolvenz zur Verfügung stehen, um die Insolvenz abzuwenden und die Bestandsfähigkeit des Schuldners sicherzustellen. Sie definiert in Art. 2 Abs. 1 Nr. 1 Restrukturierung als „Maßnahmen, die auf die Restrukturierung des Unternehmens des Schuldners abzielen und zu denen die Änderung der Zusammensetzung, der Bedingungen oder der Struktur der Vermögenswerte und Verbindlichkeiten eines Schuldners oder jedes anderen Teils der Kapitalstruktur gehört, etwa der Verkauf von Vermögenswerten oder Geschäftsbereichen und, wenn im nationalen Recht vorgesehen, der Verkauf des Unternehmens als Ganzen sowie alle erforderlichen operativen Maßnahmen oder eine Kombination dieser Elemente“. Sie sieht Restruktierungsbeauftragte vor, die Frühwarnsysteme nutzen und einen Restrukturierungsplan erstellen und umsetzen. Die Entschuldungsdauer beträgt drei Jahre (Art. 21), die Transformation in nationales Recht hat bis zum 17. Juli 2021 zu erfolgen (Art. 34).